# Kateřina (Skalná)
Kateřina (németül: Katharinadorf) Skalná településrésze Csehországban a Karlovy Vary-i kerület Chebi járásában. Központi községétől 3,5 km-re délkeletre fekszik. A 2001-es népszámlálási adatok szerint 24 lakóháza és 20 lakosa van.